# رودلف هابيل
رودلف هابيل (بالألمانية: Rudolf Abel)‏ (و. 1868 – 1942 م) هو طبيب، وأستاذ جامعي ألماني، ولد في فرانكفورت، توفي في ينا، عن عمر يناهز 74 عاماً.